# Memorial Hubert Wagner 2010
Il IIX Memorial Hubert Wagner si è svolto dal 20 al 28 agosto 2010 a Bydgoszcz, in Polonia. Al torneo hanno partecipato 4 squadre nazionali e la vittoria finale è andata per la prima volta al Brasile.

## Classifica finale
| Pos | Squadra   | Rosa |
| --- | --------- | --- |
|     | Brasile   | Formazione: 1 Br. de Rezende, 3 Carbonera, 5 dos Santos, 6 Vissotto, 7 de Godoy, 8 Endres, 9 Lopes, 11 Alves, 12 Tavares, 13 Bravo, 14 Santana, 16 Saatkamp, 17 Yared, 18 do Amaral, 19 Pedreira, CT: Be. de Rezende             |
|     | Bulgaria  | Formazione: 1 G. Bratoev, 2 Cvetanov, 3 Žekov, 4 Ivanov, 5 Gocev, 6 Kazijski, 9 Ananiev, 10 V. Bratoev, 11 Nikolov, 12 Josifov, 13 Salparov, 15 Aleksiev, 18 Nikolov, 19 Sokolov, CT: Prandi                                     |
|     | Polonia   | Formazione: 1 Nowakowski, 2 Winiarski, 3 Gruszka, 5 Zagumny, 6 Kurek, 7 Jarosz, 8 Kłos, 9 Bartman, 10 Wlazły, 12 Czarnowski, 13 Świderski, 14 Ruciak, 15 Gacek, 16 Ignaczak, 17 Bąkiewicz, 18 Możdżonek, 19 Łomacz, CT: Anastasi |
| 4   | Rep. Ceca | |